# Ewan Forbes
Sir Ewan Forbes, 11º Baronete MBChB (6 de setembro de 1912 – 12 de setembro de 1991) foi um nobre escocês, clínico geral e agricultor. Forbes era um homem trans; ele foi batizado de Elizabeth Forbes-Sempill e oficialmente registrado como a filha mais nova de John, Lorde Sempill. Após uma educação desconfortável, ele começou a se apresentar como homem na década de 1930, após fazer tratamentos médicos na Alemanha. Ele registrou novamente formalmente seu nascimento como homem em 1952, mudando seu nome para Ewan, e se casou um mês depois.
Em 1965, ele herdou o título de baronete de seu irmão mais velho William, Lorde Sempill, juntamente com uma grande propriedade. Esta herança foi contestada pelo seu primo, que argumentou que o recadastramento era inválido; sob esta interpretação, Forbes seria legalmente considerado uma mulher e, portanto, incapaz de herdar o título de baronete. A posição jurídica não era clara e foram necessários três anos até que uma decisão do Tribunal de Sessão, que o considerava intersexo, finalmente levasse o Secretário de Estado a reconhecer a sua reivindicação ao título. O caso foi ouvido em grande sigilo, pelo que não pôde ser considerado noutros julgamentos sobre o reconhecimento legal da variação de gênero, mas tornou-se mais conhecido desde a sua morte em 1991.

## Antecedentes familiares
Os Forbeses eram uma família nobre bem estabelecida de Aberdeenshire, detentores de um baronato e de um baronete. O título de baronete foi concedido em 1630 e era restrito aos herdeiros do sexo masculino. Em 1884, Sir William Forbes, o oitavo baronete, herdou o título de sua prima Maria como Lorde Sempill e adotou o sobrenome de Forbes-Sempill. Com a morte de William em 1905, ambos os títulos passaram para seu filho mais velho, John.
John, o novo Lorde Sempill e Baronete, era um proprietário de terras e soldado que serviu nos Lovat Scouts e depois na Guarda Negra na Guerra da África do Sul. Mais tarde, ele comandaria o 8º Batalhão da Guarda Negra durante a Primeira Guerra Mundial, na qual foi ferido na Batalha de Loos. Durante a década de 1880, ele conheceu Gwendolyn Prodger no elegante resort alemão de Bad Homburg; o casal se casou em 22 de junho de 1892. A noiva, de origem da Cornualha, foi criada no País de Gales e era uma harpista talentosa.
O casal teve quatro filhos. O mais velho, William, nasceu em 1893, logo após o casamento. Mais tarde, William tornou-se engenheiro, aviador e espião dos japoneses. Havia então duas filhas; Gwendolyn (também conhecida como Gwyneth), que morreu de apendicite antes do nascimento de Ewan, e Margaret, que mais tarde se tornou membro condecorada da Força Aérea Auxiliar Feminina na Segunda Guerra Mundial e Juíza de Paz, antes de morrer em um acidente de carro em 1966.
Finalmente, em 1912, nasceu uma quarta criança, batizada de Elizabeth Forbes-Sempill, e conhecida pela família como "Betty".

## Juventude

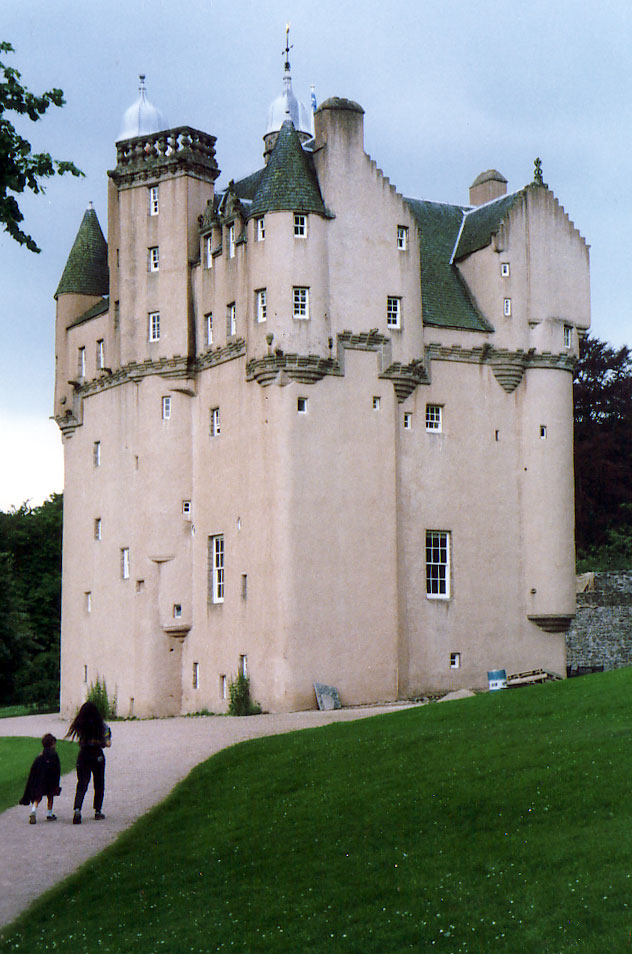
Castelo de Craigievar, sede principal da família Forbes

A questão do gênero de Ewan mais tarde seria controversa; o registro de nascimento registrou uma criança do sexo feminino, mas Forbes comentou mais tarde que isso foi "um erro horrível". Ewan foi criado quando menina ao lado de Margaret, mas descobriu que a infância foi dominada por uma crescente insegurança de gênero. Na primeira infância, sua mãe começou a chamá-lo de "Benjie", um nome que persistiu entre familiares e amigos até mais tarde em sua vida. Ele passava muito tempo brincando com seus primos Patrick e David, costumava se vestir de menino. Em seu livro The Aul' Days, escrito muitos anos depois, Forbes relembrou o ódio de ser "feito para se vestir bem" para compromissos sociais e de fazer todo o possível para evitá-los.
Lorde Sempill insistiu em uma educação "estritamente escocesa" para seus filhos, o que significou que ele foi ensinado a falar e escrever fluentemente em dórico, bem como em línguas europeias. Forbes recusou-se a frequentar uma escola para meninas, o que significava ser educado em casa; aos quinze anos, ele pressionou para poder ir ao exterior para frequentar um curso pré-universitário e, eventualmente, se estabeleceu em uma instituição mista em Dresden. Em Dresden, ele e sua mãe começaram a visitar médicos especialistas para um curso de terapia hormonal. Depois de se tornar debutante em Londres no final da década de 1920, Forbes estudou em Dresden por um ano, 1929–1930, antes de viajar pela Europa Central, visitando Praga e Viena. Esta viagem proporcionou a oportunidade para uma nova série de visitas a médicos especialistas para tratamento. No ano letivo seguinte, continuou os seus estudos em Paris, onde assistiu a palestras na Sorbonne e estudou harpa com o harpista principal da Ópera de Paris.
Além da harpa, Forbes era um excelente recitador público; no verão de 1930, venceu o concurso de recitais Scots Verse no Festival de Música de Aberdeen, e foi pago pela Beltona para fazer uma série de gravações dos poemas de Charles Murray. Depois de retornar de Paris, liderou uma trupe de dançarinos country escoceses - os "Dançarinos de Don", que formou junto com Isabella Mitchell. A trupe era em grande parte feminina, o que significa que se esperava que muitas partes masculinas fossem dançadas por mulheres, e Forbes aproveitou a oportunidade de estar em público com kilt e jaqueta. Nessa época, o coração de Forbes estava decidido a estudar medicina. No entanto, o seu pai recusou-se a financiar os seus estudos, argumentando que, como havia trabalho mais do que suficiente para gerir a propriedade, não havia necessidade de continuar a estudar. Ewan resolveu financiar seus próprios estudos, com o objetivo de reservar £1.000 para cobrir os custos. Em 1933, estudou com o psicólogo Leonhard Seif em Munique, morando com sua prima, a romancista britânica Phyllis Bottome. Ele continuou seu tratamento hormonal durante esse período. Enquanto estava lá, ele testemunhou as eleições alemãs que levaram o Partido Nazista ao poder e ouviu Adolf Hitler falar.
Com a morte de Lorde Sempill em 1934, tanto o baronato quanto o baronete passaram para William, o filho mais velho. Forbes herdou uma propriedade no Castelo de Brux, Aberdeenshire, de cerca de 1.300 acres (5.3 km2), e adotou com entusiasmo o estilo de vida de um laird, adotando um amplo sotaque dórico e passando a usar um kilt masculino. Ele evitou a sociedade de classe alta, onde roupas femininas seriam esperadas, e a última vez que apareceu publicamente com um vestido foi para acompanhar sua mãe a uma festa real no jardim em 1935.

## Carreira médica
Em 1939, Forbes foi aceito como estudante de medicina na Universidade de Aberdeen. Ele se formou em 1944 e assumiu o cargo de Oficial Júnior de Acidentes na Aberdeen Royal Infirmary. Após uma rápida progressão para Oficial Sênior de Acidentes, ele começou a trabalhar como clínico geral em Alford, Aberdeenshire em 1945. Além do trabalho normal de um médico rural, em 1946 Forbes foi chamado para atuar como um oficial médico dos prisioneiros de guerra alemães que estavam detidos na área, devido ao seu domínio do idioma.
A área de Alford era um dos maiores consultórios médicos da Grã-Bretanha e, nos meses de inverno, Forbes frequentemente tinha que viajar através de nevascas de três metros de altura em um Universal Carrier convertido. Estas condições não eram totalmente desconhecidas; uma viagem para ver um tio em São Moritz, aos treze anos, o levou a praticar esqui e patinação artística e a vencer várias corridas de bobsled. Ele não morava em Alford, mas permaneceu em Brux, nomeando um assistente médico para morar na cidade. A propriedade, deixada nas mãos de uma pequena equipe residente, rapidamente enfrentou problemas financeiros. Para arrecadar uma grande quantia de dinheiro rapidamente, Forbes vendeu a clínica em Alford e voltou para a fazenda em 1952, administrando-a diretamente como uma empresa em funcionamento a partir de então.
Ao mudar-se para Alford, Forbes continuou a apresentar-se publicamente como homem. Em 1952, ele se tornou formalmente homem pelo simples processo de solicitar um mandado de novo registro de nascimento ao xerife de Aberdeen, registrando-se como homem e mudando seu nome para Ewan Forbes-Sempill. Ele anunciou isso com um aviso no Aberdeen Press and Journal de 12 de setembro de 1952: "Dr. E. Forbes-Sempill doravante deseja ser conhecido como Dr. Ewan Forbes-Sempill". Seus planos eram conhecidos antecipadamente por muitos de seus pacientes, que foram relatados como universalmente favoráveis. Forbes foi igualmente franco com a imprensa, descrevendo a situação a um repórter como "um erro horrível. Em primeiro lugar, fui registrado descuidadamente como uma menina, mas é claro, isso foi há quarenta anos... os médicos em aqueles dias também foram errados... Fui sacrificado ao pudor e ao horror que nossos pais tinham em relação ao sexo."
Um mês depois, em 10 de outubro, ele se casou com Isabella Mitchell, sua governanta há cinco anos e ex-cofundadora de sua trupe de dança. O casamento ocorreu na igreja em Kildrummy, onde ele ingressou recentemente.

## Herança e ação judicial
O novo registo passou sem muitos comentários públicos, e a questão do seu gênero permaneceria privada até 1965. Em Dezembro desse ano, o seu irmão mais velho morreu, deixando filhas mas sem filhos, colocando assim um problema de herança. O baronato poderia ser herdado por herdeiros homens ou mulheres e, portanto, passado diretamente para a filha mais velha de Sempill, Ann, mas o título de baronete - junto com a maior parte das terras - teria que passar para o primeiro herdeiro homem. A família presumiu que Ewan herdaria, como irmão mais novo. Após a morte de Lorde Sempill em dezembro de 1965, o The Times citou Debrett's ao relatar que o herdeiro do título de baronete era O Honorável Ewan Forbes-Sempill, "anteriormente registrado como Elizabeth". No entanto, isso foi contestado por seu primo John Forbes-Sempill, que argumentou que o novo registro de 1952 era inválido. Isso significaria que Forbes ainda era legalmente considerado uma mulher, incapaz de herdar o título, e assim passaria para John Forbes-Sempill.
Na altura, o novo registo de gênero era permitido num conjunto limitado de casos; o caso principal, decidido em 1965, sustentava que o recadastramento deste formulário só era permitido quando "o sexo da criança era indeterminado no nascimento e mais tarde foi descoberto ... que um erro havia sido cometido". A contestação foi levada ao Tribunal de Sessão, onde o caso foi ouvido em grande segredo por um único juiz, Lorde Hunter - nenhum documento foi apresentado publicamente e o juiz sentou-se no escritório de um advogado, em vez de em tribunal aberto, para ouvir o caso. Um total de doze especialistas médicos foram chamados para prestar depoimento. Entre os especialistas, o professor Martin Roth observou como evidência que sentia que a condição de Forbes era mais próxima da de um transexual, e o professor John Strong descreveu os exames médicos envolvidos como "não totalmente conclusivos". O professor L. G. Gooren retornou aos registros do caso em 1999 e "concluiu, retrospectivamente, que Forbes-Sempill era quase certamente um transexual de mulher para homem";  os detalhes que surgiram desde então sobre seu tratamento deixam claro que ele era um homem trans.
A decisão do juiz foi que "por uma questão de probabilidade, o segundo peticionário [Ewan Forbes-Sempill] é um... hermafrodita" de acordo com o requisito legal de "indeterminado no nascimento". Foi sugerido que o juiz desejava garantir que o patrimônio e o título fossem herdados pelo candidato “certo”, e foi flexível em seu julgamento para obter esse resultado. A decisão continuou a ser contestada por John Forbes-Sempill, que fez com que ela fosse encaminhada ao Secretário de Estado, James Callaghan, como a pessoa responsável pela Lista do Baronete. Callaghan consultou o Lord Advocate e finalmente declarou em dezembro de 1968 que Ewan deveria ser inscrito no Roll como o legítimo detentor do título.
O nível de sigilo do caso, que foi criticado por alguns observadores contemporâneos, fez com que não fosse devidamente registado ou publicado, e os fatos exatos da discussão não foram conhecidos durante algum tempo. Como resultado, embora difira acentuadamente de decisões posteriores, como Corbett v Corbett [1970], não pôde ser considerado como precedente em julgamentos posteriores sobre o reconhecimento legal da variação de gênero. Os registos do caso foram finalmente disponibilizados através dos Arquivos Nacionais da Escócia em 1991, com documentos adicionais divulgados em 1994, após um apelo ao Secretário de Estado. No entanto, a divulgação adicional de registros foi limitada, com o gabinete do Lord Advocate declarando que a divulgação dos arquivos "não seria apropriada", e o caso não seria totalmente documentado publicamente até 2021.

## Vida posterior

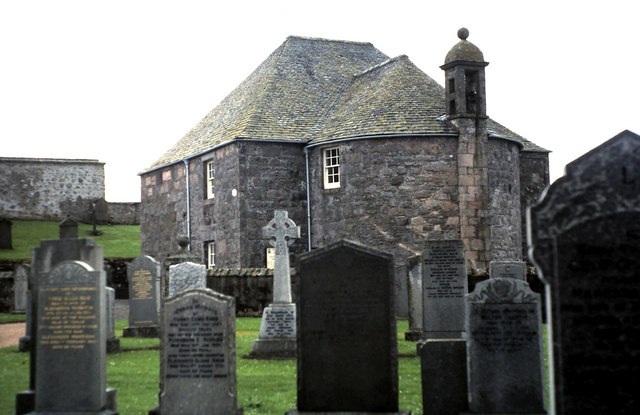
A igreja em Kildrummy, onde Forbes era um ancião

Ao assumir o título de baronete, Forbes retirou Sempill de seu sobrenome; este foi adotado pela família na década de 1880, quando herdou o baronato, e não havia razão para persistir depois que os títulos foram separados.
Com o caso da herança resolvido, ele saiu dos olhos do público e voltou à vida de proprietário rural, continuando a morar em sua casa em Brux. Forbes era um ancião da igreja local em Kildrummy, e foi nomeado Juiz de Paz para Aberdeenshire em 1969. Ele publicou um livro de reminiscências de seus primeiros anos em 1984, The Aul' Days.
Forbes morreu em 12 de setembro de 1991 aos 79 anos, sem deixar filhos, e foi sucedido no título de baronete por seu primo John, o parente que havia feito a contestação judicial na década de 1960. Sua viúva, Isabella, morreu em 2002.

## Legado
Em 2021, Zoë Playdon publicou um livro sobre a Forbes, The Hidden Case of Ewan Forbes: And the Unwritten History of the Trans Experience.  O livro será adaptado para uma minissérie de televisão.